# Gillies Island
Gillies Island är en ö i Kanada.   Den ligger i territoriet Nunavut, i den östra delen av landet, 1 200 km norr om huvudstaden Ottawa. Arean är 24,7 kvadratkilometer.
Terrängen på Gillies Island är platt. Öns högsta punkt är 71 meter över havet. Den sträcker sig 19,7 kilometer i nord-sydlig riktning, och 3,2 kilometer i öst-västlig riktning.